# Villargordo del Cabriel (kommunhuvudort)
Villargordo del Cabriel är en kommunhuvudort i Spanien.   Den ligger i provinsen Província de València och regionen Valencia, i den centrala delen av landet, 220 km sydost om huvudstaden Madrid. Villargordo del Cabriel ligger 856 meter över havet och antalet invånare är 719.
Terrängen runt Villargordo del Cabriel är kuperad västerut, men österut är den platt. Runt Villargordo del Cabriel är det mycket glesbefolkat, med 5 invånare per kvadratkilometer. Närmaste större samhälle är Minglanilla, 14,3 km väster om Villargordo del Cabriel. Omgivningarna runt Villargordo del Cabriel är i huvudsak ett öppet busklandskap.